# Idioma protoesquimal
El protoesquimal, protoesquimal o protoinuit-yupik, es el ancestro reconstruido de las lenguas esquimales. Fue hablado por los antepasados de los pueblos yupik e inuit. Está relacionado lingüísticamente con el idioma aleutiano, y ambas descienden del idioma protoesquimo-aleutiano.
Los estudios comparativos de las lenguas esquimales y aleutianas sugieren que las lenguas protoesquimales y protoaleutianas divergieron entre 4000 y 2000 a. C.

## Fonológia
Según la Enciclopedia Internacional de Lingüística, "las lenguas esquimales muestran variaciones principalmente en su fonología y léxico, más que en la sintaxis. La fonología aleutiana es bastante corriente, en comparación con los interesantes fenómenos exhibidos por la mayoría de las variedades de esquimales. El protoesquimal tenía cuatro vocales * /iauə/, pero pocas o ninguna de las vocales largas o diptongos que se encuentran en las lenguas modernas."